# Ikina-jima
Ikina-jima (japanisch 生名島) ist eine Insel in der japanischen Seto-Inlandsee. Sie liegt in Kamijima an der nördlichen Grenze der Präfektur Ehime.

## Geschichte und wirtschaftliche Entwicklung
Auf Ikina-jima wurden Funde aus der Yayoi-Zeit bis Kofun-Zeit ausgegraben. In der Sengoku-Zeit herrschten die Innoshima Murakami (因島村上). Das Leben der Inselbewohner basierte auf Salzgewinnung, Landwirtschaft und Fischfang. In der späten Meiji-Zeit verstärkten sich die wirtschaftlichen Beziehungen zur etwa 300 m entfernten Nachbarinsel Innoshima durch den Schiffbau. 1986 zog sich die lokale Fabrik jedoch aus der Schiffbausparte zurück.

## Geographie
Die Insel ist Teil der Geiyo-Inseln. Sie hat eine Fläche von 3,67 km² bei einem Umfang von 20,7 km. Die höchste Erhebung bildet der Hachimaki-yama (鉢巻山) im Süden der Insel mit einer Höhe von 141,4 m. Im Norden erreicht der Tateishi-yama (立石山) eine Höhe von 138,6 m. Im Osten von Ikina-jima befindet sich die Halbinsel Itsuku-shima (厳島). Bewohnte Nachbarinseln von Ikina-jima sind im Norden bis Nordosten Innoshima, im Osten Yugeshima, im Südosten Sashima (佐島), im Südwesten Akahone-jima (赤穂根島), im Westen Iwagi-jima und im Nordwesten Ikuchi-jima.
Im Jahr 2020 zählte die Bevölkerung 1389 Einwohner, was einer Bevölkerungsdichte von 378 Einw./km² entspricht. Damit war sie rückläufig gegenüber einer Einwohnerzahl von 2304 im Jahr 1995.
| Jahr          | 1995 | 2000 | 2005 | 2010 | 2015 | 2020 |
| ------------- | ---- | ---- | ---- | ---- | ---- | ---- |
| Einwohnerzahl | 2304 | 2124 | 1886 | 1705 | 1582 | 1389 |

## Kultur und Sehenswürdigkeiten

### Parks und Landmarken

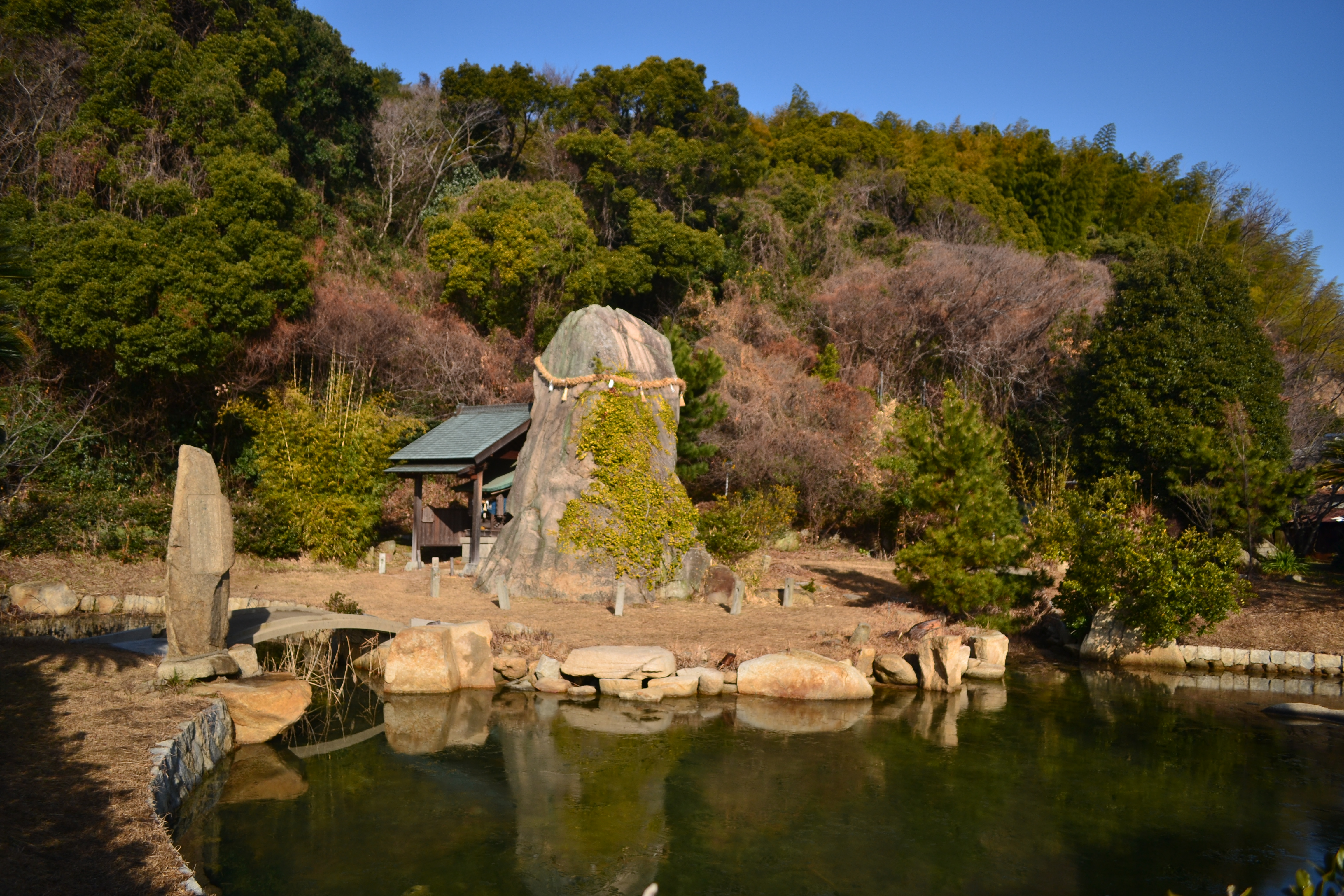
Tateishi-Menhir im Sanshu-en

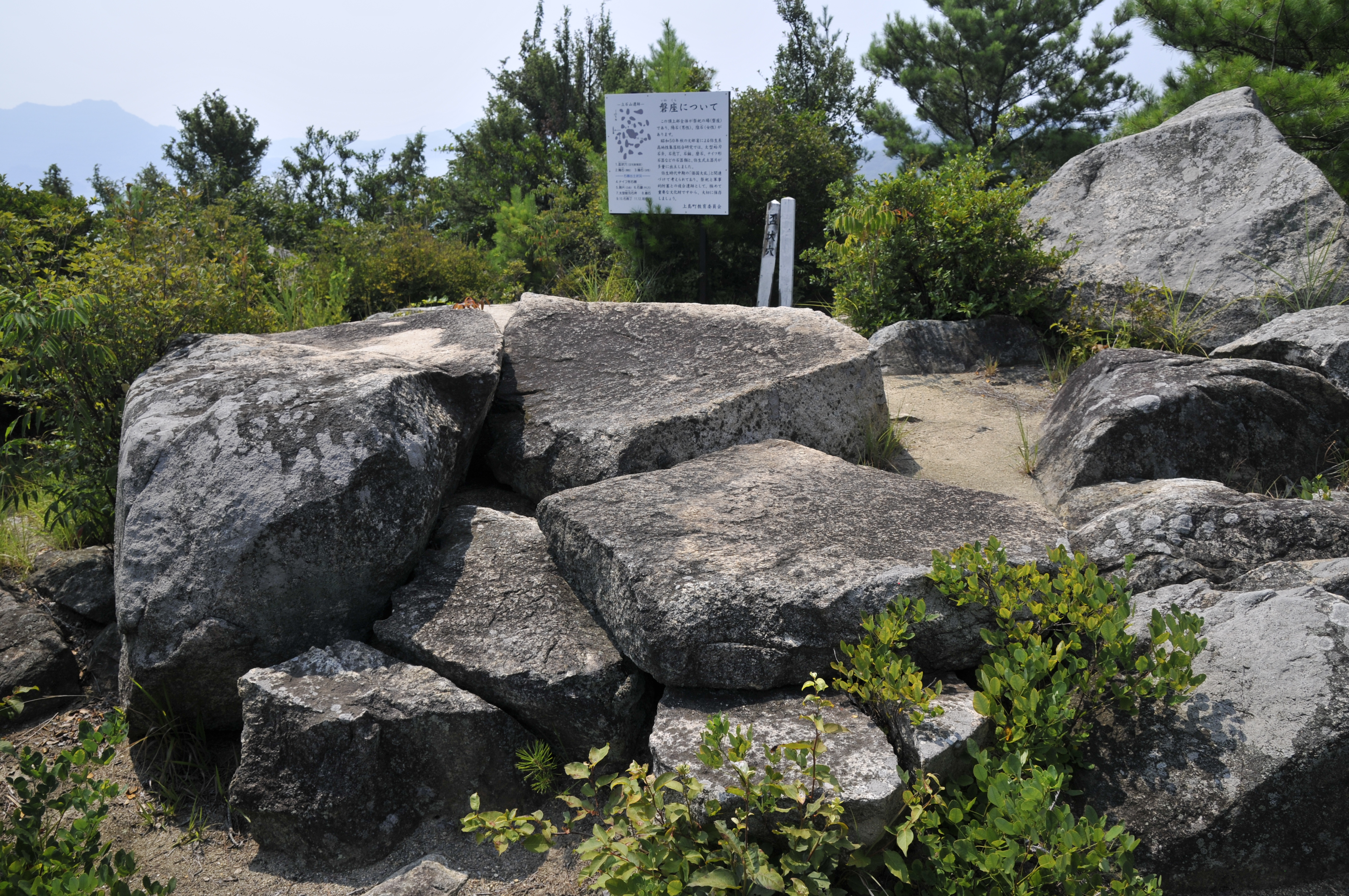
Felsen auf dem Gipfel des Tateishi-yamas

Die Insel liegt innerhalb der Grenzen des Setonaikai-Nationalparks. Dieser wurde 1934 als einer der ersten Nationalparks Japans gegründet. Zu den Parks der Insel zählt der Ikina-Sportpark (いきなスポレク公園). Der Sportkomplex umfasst ein Baseballfeld, eine Turnhalle und ein beheiztes Schwimmbecken. Am Fuß der Ikina-Brücke befindet sich der Ikinahashi-Gedenkpark. Ein weiterer Park im Norden der Insel ist der Sanshu-en (三秀園), ein japanischer Garten, der mit privaten Mitteln angelegt wurde. In dessen Zentrum steht der Tateishi-Menhir. Dieser etwa 7 m hohe Monolith soll seit der Yayoi-Zeit als Kami verehrt worden sein. Der Ursprung ist jedoch unbekannt. In der Umgebung ist keine vergleichbare Steinqualität zu finden und es ist keine Technologie aus der Yayoi-Zeit bekannt, die einen so riesigen Stein auf einem Schiff transportieren konnte. Es gibt ein Volksmärchen, dass der Riese Daidarabotchi den Felsen fallen ließ. Am Fuß des Hachimaki-yama (鉢巻山) befindet sich auf der Westseite außerdem ein als „Froschstein“ bekannter Felsen. Seinen Namen verdankt er seiner ehemaligen Form, die er jedoch verlor, als eine Baufirma ihn nach dem Zweiten Weltkrieg in zwei Teile spaltete. Der Bezirk um den Felsen wird daher auch Garuishi-Bezirk („Froschstein-Bezirk“) genannt. Neben dem Tateishi-Menhir gibt es auch in der Nähe des Gipfels des Tateishi-yamas eine Reihe von flachen Monolithen. Es wurden Steinwerkzeuge ausgegraben, die aus der späten Altsteinzeit bis Yayoi-Zeit stammen. Die Felsen dienten daher vermutlich als Zeremonienstätte. Es gibt zwei Pfade, die zum Gipfel führen, auf dem sich auch ein Aussichtspunkt befindet.

### Religiöse und historische Stätten
Zu den religiösen Stätten der Insel zählt zudem der Ikina-Hachiman-Schrein (生名八幡神社). Der Shintō-Schrein wurde um 1600 erbaut. Seinen heutigen Namen erhielt er 1879, vorher hieß er Hachiwada-Hachiman-gū (八和田八幡宮). Ein Museum auf dem Schreingelände zeigt Votivtafeln und Bootsausrüstung mit Bezug zu Ikina-jima. In der Mitte der Itsukushima-Halbinsel im Osten Ikina-jimas befindet sich der Itsukushima-Schrein (厳島神社) und eine Statue von Hamada Kunitarō (濱田國太郎), einem Seemann der 1873 auf Ikina-jima geboren wurde. Er führte einen Streik für bessere Arbeitsbedingungen an und wurde zweiter Präsident der Japanischen Seefahrergewerkschaft (日本海員組合). Die Statue ging im Krieg verloren, wurde aber im Januar 2017 neu errichtet.
Auf Ikina-jima befindet sich auch der buddhistische Tempel Shōfuku-ji (正福寺). Der Tempel der Sōtō-Schule soll 1673 gegründet worden sein.

## Verkehr

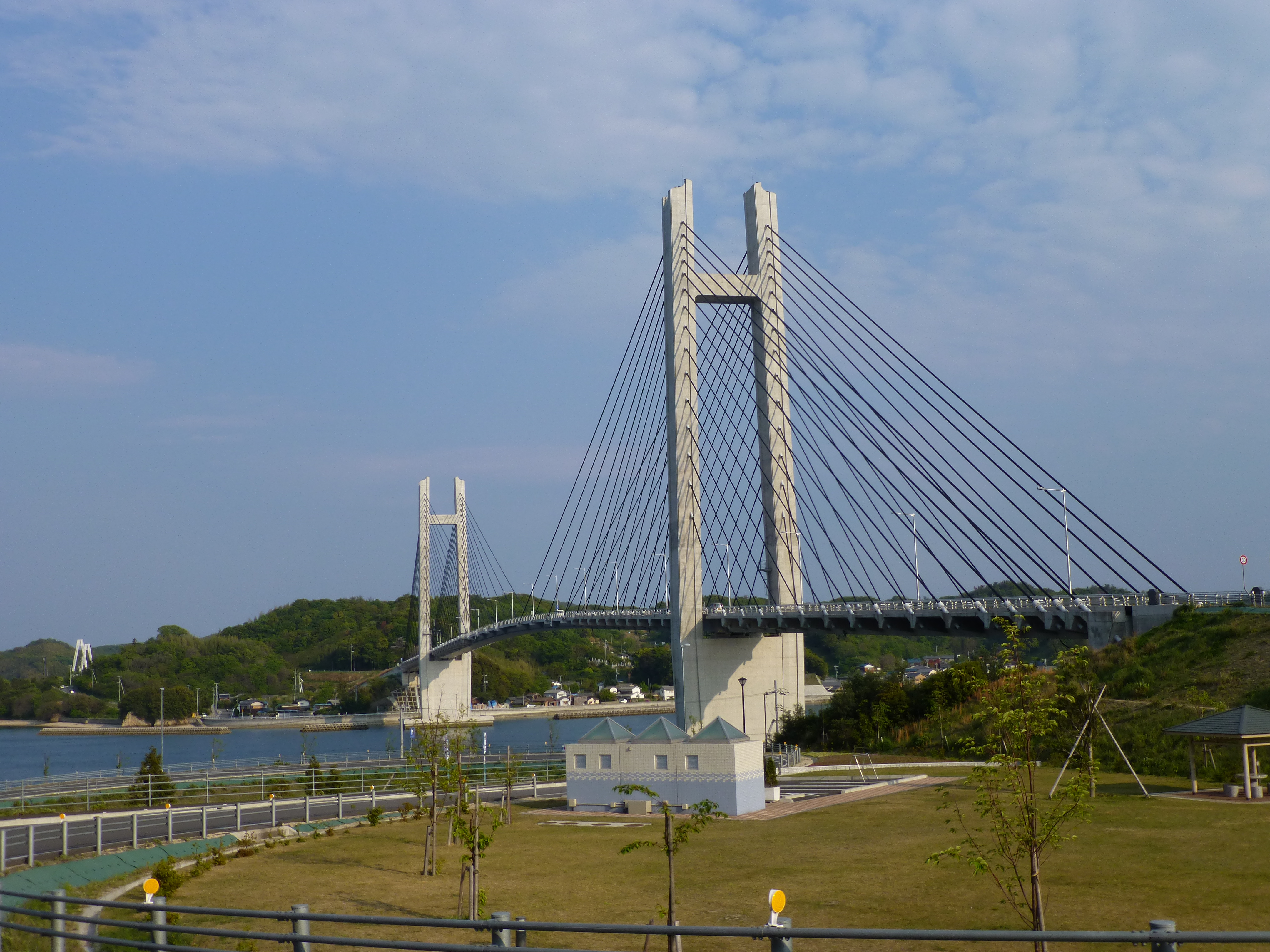
Ikina-Brücke nach Sashima

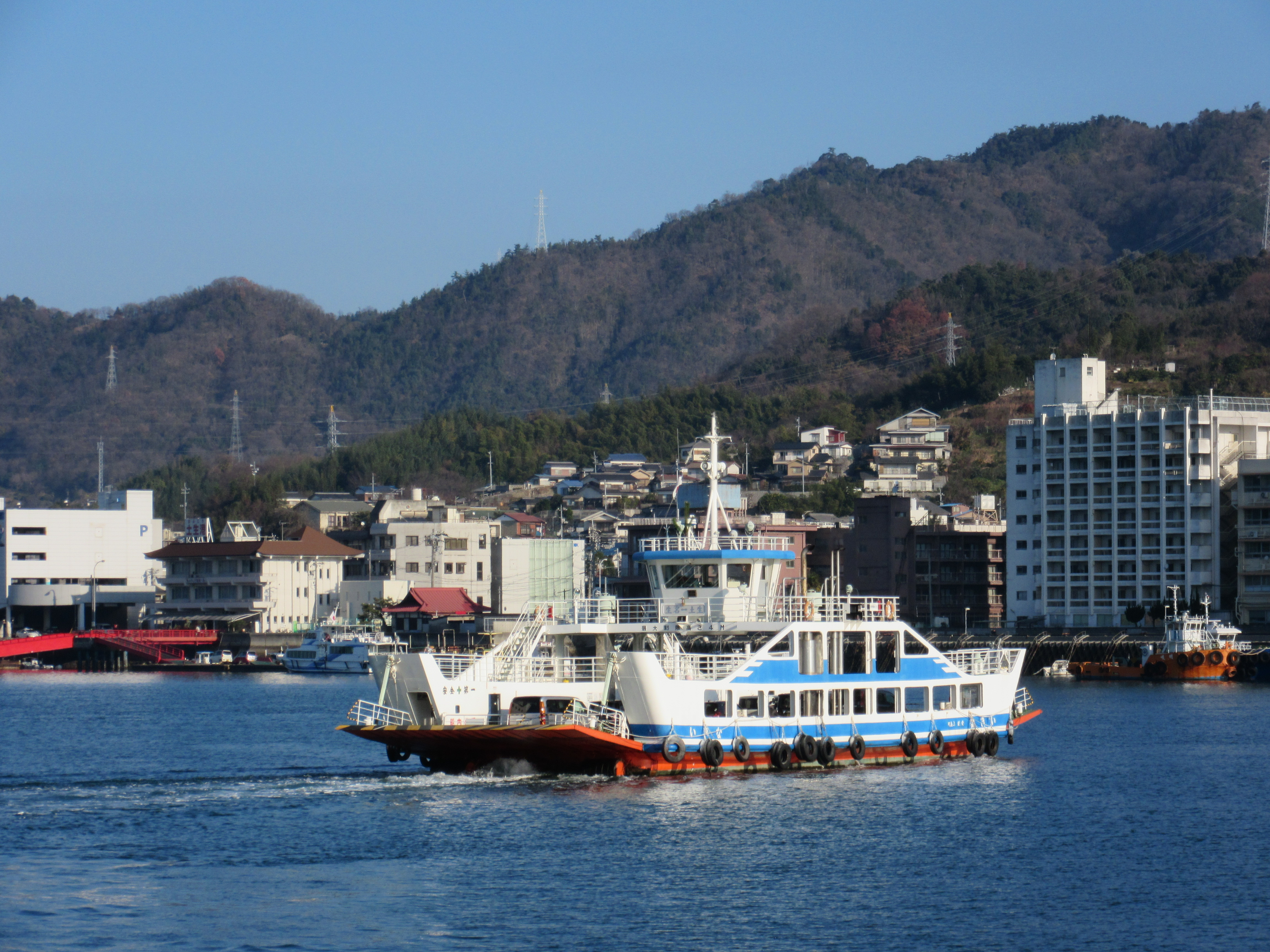
Ikina-Fähre

Die Präfekturstraße 173 verläuft zum Großteil entlang der Ostseite der Insel, während die Präfekturstraße 338 die Südseite quert.
Ikina-jima ist über die Iwagi-Brücke (岩城橋) mit Iwagi-jima verbunden. Nach Sashima führt die Ikina-Brücke (生名橋) und von dort die Yuge-Brücke (弓削大橋) weiter nach Yugeshima. Die drei Brücken sind Teil der Yumeshima-Kaidō. Die Yuge-Brücke wurde 1996 fertiggestellt, die Ikina-Brücke 2011 und die Iwagi-Brücke wurde am 20. März 2022 für den Verkehr freigegeben. Die Ikina-Brücke hat eine Länge von 515 m und ist mit 1,5 Fahrspuren ungewöhnlich schmal. Dadurch wurden beim Bau der Schrägseilbrücke die Kosten auf 7,7 Milliarden Yen reduziert. Auch die Iwagi-Brücke ist eine Schrägseilbrücke. Ihr Bau begann 2017. Sie ist 916 m lang und 7,5 m breit und kostete etwa 18,3 Milliarden Yen. Zwischen den vier Inseln bestehen auch Busverbindungen. Eine Straßenverbindung mit den Hauptinseln besteht jedoch nicht, sodass die Inseln auf Fähr- und andere Bootsverbindungen angewiesen sind. Der Tateishi-Hafen (立石港) befindet sich im Nordosten der Insel. Von hier fährt mehrmals pro Stunde eine Fähre zur etwa 300 m entfernten Nachbarinsel Innoshima, die über die Shimanami-Kaidō mit den Hauptinseln Honshū und Shikoku verbunden ist. Der Ikina-Hafen (生名港) liegt im Südosten der Insel.

## Söhne und Töchter der Insel
- Hamada Kunitarō (1873–1958), Seemann[9]
- Yukifumi Murakami (* 1979), Speerwerfer